# Pyrinia apriata
Pyrinia apriata là một loài bướm đêm trong họ Geometridae.